# Metandrocarpa uedai
Metandrocarpa uedai är en sjöpungsart som beskrevs av author unknown. Metandrocarpa uedai ingår i släktet Metandrocarpa och familjen Styelidae. Inga underarter finns listade i Catalogue of Life.